# Antic ajuntament i rectoria de Lladó
L'Antic ajuntament i rectoria de Lladó és una obra de Lledó (Alt Empordà) inclosa a l'Inventari del Patrimoni Arquitectònic de Catalunya.

## Descripció
És un edifici situat al centre del poble al costat de l'església de Sta. Maria de Lledó. És de planta rectangular amb tres pisos, l'inferior dels quals està ocupat actualment per negocis i habitatges, el del mig és ocupat per la rectoria que comunica amb l'antiga casa prioral a l'interior del pati central, el pis superior són les golfes que contenen la major part de l'arxiu parroquial de Lledó d'Empordà. Aquest edifici és tardà i en construir-se va cobrir l'antic porticat contemporani dels edificis romànics. Els balcons tenen notables forjats que fan fileres verticals d'espirals articulades entorn de barres verticals diverses, són petits i irregulars. En la façana s'hi ha descobert la meitat de l'arc de punt rodó d'una porta romànica, atès que una part d'aquest lloc era ocupat per la casa prioral.